# Gymnancyla hornigii
Gymnancyla hornigii is een vlinder uit de familie snuitmotten (Pyralidae). De wetenschappelijke naam is voor het eerst geldig gepubliceerd in 1852 door Lederer.
De soort komt voor in Europa.